# 驚嚇陰屍路
《驚嚇陰屍路》（英語：Fear The Walking Dead）是一部由羅伯特·柯克曼和戴夫·埃利克森共同創作的美國恐怖電視影集，由羅伯特·柯克曼、東尼·摩爾和查爾斯·埃蘭德聯合創作的漫畫《陰屍路》所改編，並為同一作者創作的知名電視劇集《陰屍路》的外傳和首部衍生劇集。
2020年10月11日，《驚嚇陰屍路》第六季將播映。在戴夫·埃利克森宣佈在第三季後將不再擔任該劇集的節目統籌後，安德魯·查布里斯和伊恩·B·高德堡宣佈接替擔任第四季後的新任統籌。

## 劇情概要
背景設定在喪屍疫情剛開始爆發時的洛杉磯市中心，故事主要描述一個家庭努力在活屍末日的到來中掙扎求存。

## 角色

### 主要演員
- 麥蒂森·克拉克（Madison Clark；金·迪肯斯飾，第1-4季[2][3]）

住在洛杉磯的高中輔導主任，數年前喪夫，是一位不惜一切想保護家人不受傷害的強悍母親。為人聰慧、重情義，對人性本善抱有強大希望，但在這片行屍盤踞的世界裡，必要情況下還是會使用武力。
- 崔維斯·瑪納瓦（Travis Manawa；克里夫·柯蒂斯飾，第1-3季[2][3]）

高中英語教師，麥蒂森的男友，與前妻莉莎離婚並共同監護兒子克里斯。
- 尼古拉斯·「尼克」·克拉克（Nicholas "Nick" Clark；法蘭克·迪蘭飾，第1-4季[2][4][3][5]）

麥蒂森的兒子，海洛因癮君子，但為人無私善良，被社區大學退學後流浪街頭，是一家人中首位接觸行屍的人。
- 艾莉西亞·克拉克（Alicia Clark；艾莉西亞·戴南－卡瑞飾，第1-7季[2][3]）

麥蒂森的女兒，學校的模範生，品學兼優，獨立堅強。
- 伊莉莎白·「莉莎」·歐提茲（Elizabeth "Liza" Ortiz；伊莉莎白·羅里奎茲（英语：Elizabeth Rodriguez）飾，第1季[2][3][6]）

一位護士，崔維斯的前妻，克里斯的母親，跟丈夫分別監管兒子克里斯。
- 克里斯多佛·「克里斯」·瑪納瓦（Christopher "Chris" Manawa；洛倫佐·詹姆斯·亨利（英语：Lorenzo James Henrie）飾，第1-2季[2][3]）

崔維斯和莉莎的兒子，處於叛逆期的少年，父母離異對他造成過極大心理陰影，這次在行屍威脅的影響之下，他的心理創傷開始加重，時常精神不穩定。
- 丹尼爾·薩拉查（Daniel Salazar；鲁本·布雷茲（英语：Rubén Blades）飾，第1-7季[2][7][8]）

居住在洛杉磯的理髮師，美籍薩爾瓦多裔移民，年輕時曾於家鄉內戰參軍，還加入過薩爾瓦多黑影敢死隊，同樣為了保護家人不惜任何代價。
- 歐菲莉亞·薩拉查（Ofelia Salazar；梅賽德絲·梅森（英语：Mercedes Mason）飾，第1-3季[2][3]）

一位勤奮的專業人員，第二代美籍薩爾瓦多裔移民，丹尼爾的女兒。
- 維克多·史特蘭（Victor Strand；柯爾曼·多明戈飾，第1-7季[9]）

一名背景神秘、奸險、冷酷無情、亦敵亦友的富商，起初和尼克在軍方集中營裡認識，隨後被迫接納尼克的家人們一同逃出洛杉磯至墨西哥。
- 艾莉絲（Alex；蜜雪兒·汪（英语：Michelle Ang）飾，第2季[10]）

遭行屍襲擊的飛機462航班上的乘客兼唯一倖存者，在墜機地點被麥蒂森一行人搭救時卻被史特蘭拋棄，之後一度加入海盜。
- 露西亞娜·「露西」·蓋維茲（Luciana "Lucy" Galvez；達娜·加史亞（英语：Danay García）飾，第2-7季[11]）

前墨西哥安全社區殖民地的搜資者，獨立堅強、行事謹慎，認識尼克后將他一度收留至殖民地裡。
- 崔伊·奧托（Troy Otto；丹尼爾·沙曼飾，第3季[12][13]）

一位有魅力卻行事衝動的軍隊領袖，個性較為狂妄放肆、情緒時常不穩定，與哥哥和父親一起領導破下巴農場社區，但主要是率領保全工作
- 小傑瑞麥·「傑克」·奧托（Jeremiah "Jake" Otto Jr.；山姆·安德伍德飾，第3季[13]）

崔伊的哥哥，個性和作風跟弟弟比起來更為實際、英明，艾麗莎的新男友。
- 傑瑞麥·奧托（Jeremiah Otto；戴頓·卡利（英语：Dayton Callie）飾，第3季[13]）

崔伊和傑克兩兄弟的父親，一位坦率卻有種族歧視心理的領袖，間接引發農場和原住民之間的領地鬥爭。
- 蘿拉·葛雷羅（Lola Guerrero；莉珊卓·提娜（英语：Lisandra Tena）飾，第3季[13]）

一位大方且富有同情的女領袖，主掌著蒂華納的一座岡澤勒斯水壩，一向分量為難民提供水源。
- 摩根·瓊斯（英语：Morgan Jones (The Walking Dead)）（；蘭尼·詹姆斯飾，第4-7季[14]）

一位待人孤僻、精神不穩定的倖存者，善用合氣道棍術，曾經跟隨過來自維吉尼亞州的一個大集體，但在那裡經歷完戰爭後就獨自遠走他鄉流浪，一路南下直到遇見約翰和艾西雅。
- 艾西雅（Althea；瑪姬·格蕾斯飾，第4-7季[14]）

一位女戰地記者，待人多疑、足智多謀、追求真相，開著一輛帶有機槍的大型SWAT裝甲車。她的習慣是向所遇到的任何人問出其經歷等事情，並於結束後給他們所需作為答謝。
- 約翰·多利（John Dorie；葛瑞特·迪拉杭特飾，第4-6季[14]）

一位生活在森林裡的前警察，隨身帶著左輪手槍，待任何人都十分和善、嘴巴喜歡說個不停，是摩根自從來到德州後遇到的第一位倖存者。
- 瓊（；珍娜·葉夫曼（英语：Jenna Elfman）飾，第4-7季[14]）

一位熱心的護士，為人保守、孤僻，使用過「娜奧米」（Naomi）等一系列假名。起初失去女兒後被約翰拯救，和他生活過一段時間，被他叫作「蘿拉」（Laura）。後來被麥蒂森一伙在小鎮上首遇後，被收留至體育場裡。

### 常設演員

#### 洛杉磯
- 亞特·科斯塔（Art Costa；史考特·勞倫斯（英语：Scott Lawrence）飾，第1季[15]）

洛杉磯高中校長，麥蒂森和崔維斯的上司，在行屍疫情起初時就受感染。
- 格麗賽達·薩拉查（Griselda Salazar；帕翠莎·雷耶斯·史賓杜拉（英语：Patricia Reyes Spíndola）飾，第1季[2]）

丹尼爾的妻子，歐菲莉亞的母親，一家人經營理髮店。
- 莫耶斯（Lt. Moyers；詹姆·麥克夏恩（英语：Jamie McShane）飾，第1季[16]）

美國陸軍指派的一位中尉，負責保護麥蒂森住家所在的安全地區，以他殘酷的軍事獨裁手法統治社區。
- 安德魯·亞當斯（Cpl. Andrew Adams；肖恩·哈特西飾，第1季[17]）

莫耶斯手下的一位美軍下士，對待民眾非常熱心，曾和歐菲莉亞交成好友，但他因此被丹尼爾抓去折磨來拷問出軍方真實計劃。
- 貝珊妮·艾斯納（Dr. Bethany Exner；何家蓓飾，第1季[18]）

洛杉磯軍方集中營裡的一位醫生，負責處理傷者並善後死者，無法拯救所有疫情感染者，使她面臨龐大壓力。

#### 太平洋沿岸
- 傑克·吉普林（Jack Kipling；丹尼爾·佐瓦托（英语：Daniel Zovatto）飾，第2季[19]）

太平洋沿岸上的一夥海盜的成員，在通訊器裡短暫和艾麗莎相處過。
- 康納（；馬克·凱利飾，第2季）

海盜團夥領袖，處事喜歡用擄人勒贖方式，看管過崔維斯和艾麗莎為人質，直到他被屍變的弟弟瑞德咬死。
- 瑞德（；傑西·麥卡尼飾，第2季[20]）

康納的弟弟，海盜團夥成員，對外來人士向來有敵意，過於囂張使他被麥蒂森刺傷，最後被克里斯槍殺。
- 薇達（；維羅妮卡·迪亞茲飾，第2季[21]）

海盜之一，但身孕一個孩子。
- 路易斯·佛倫斯（Luis Flores；亞圖羅·德·波多（英语：Arturo Del Puerto）飾，第2季[22]）

墨西哥人，史特蘭的一位盟友和左右手。

#### 墨西哥
- 湯瑪斯·阿比蓋（Thomas Abigail；道格瑞·史考特飾，第2季[23]）

史特蘭的生意合作夥伴兼前男友，史特蘭的遊艇「阿比蓋號」就是以他命名。
- 西莉亞·佛倫斯（Celia Flores；瑪琳·佛特（英语：Marlene Forte）飾，第2季[24]）

路易斯的母親，「瓜達盧佩谷村莊」（Valle de Guadalupe）的村長，但她處事迷信，會將屍變的村民圈養作為一份子。直到行徑暴露後，被麥蒂森設計而被自己養的行屍吃掉，遺體也在丹尼爾燒毀建築時葬身火海。
- 亞歴杭卓·努涅斯（Alejandro Nuñez；保羅·卡德隆（英语：Paul Calderón）飾，第2季[25]）

墨裔藥劑師，位於蒂華納的「殖民地」（La Colonia）社區的領袖，收留尼克和露西，他自稱自己曾經被行屍咬過，但沒有死或是屍變。
- 馬可·羅里奎茲（Marco Rodriguez；亞歴杭卓·埃達飾，第2季）

蒂華納的一位地頭蛇，領導著本地武裝份子「兄弟幫」（Los Hermanos），常和亞歴杭卓的社區交易物資，但一直想方設法得到殖民地來據為己有。
- 埃琳娜·雷耶斯（Elena Reyes；凱倫·貝絲扎比（英语：Karen Bethzabe）飾，第2季[26]）

墨西哥灣的「羅薩里多海濱酒店」（Rosario Beach Hotel）女經理，先前於一場婚禮時目睹行屍疫情爆發，被迫將部分來此慶祝的客人鎖在大廳裡，導致部分酒店倖存客人對她產生怨恨。
- 赫克特·雷耶斯（Hector Reyes；拉姆西·希門尼斯飾，第2季）

艾琳娜的侄子，曾經和艾琳娜一起管理過酒店。
- 奧斯卡·迪亞茲（Oscar Diaz；安德烈斯·拉多諾飾，第2季）

居住在酒店裡的倖存客人團體領袖，疫情開始時失去過新婚妻子潔西卡。
- 安德烈斯·迪亞茲（Andres Diaz；拉歐·卡索飾，第2季）

奧斯卡的弟弟，在大學讀過醫的醫生。
- 艾琳·史托威（llene Stowe；布蘭妲·史壯（英语：Brenda Strong）飾，第2季）

奧斯卡的岳母，其丈夫在奧斯卡結婚時屍變，同時咬死她的女兒潔西卡。她們所有人都被鎖進大廳裡，倖存後開始將家人之死怪罪於將她們鎖入其中的艾琳娜。
- 布蘭登·路克（Brandon Luke；凱利·布拉茨飾，第2季[27]）

美國人，帶領兩個朋友德瑞克和詹姆斯，遇到逃亡在外的崔維斯和克里斯，處事同樣冷血，會將受傷的同夥處決。
- 德瑞克（Derek；肯尼·沃爾默飾，第2季[28]）

美國人，布蘭登團夥成員之一，一向遵從布蘭登的命令，做什麼事情都是一副理直氣壯的樣子。
- 詹姆斯·麥卡利斯特（James McCallister；伊瑟瑞爾·布薩德飾，第2季[28]）

布蘭登團夥成員之一，一次攻陷一座農場時僅因為受傷就被同夥殺害。

#### 破下巴農場
- 奎達卡·沃克（Qaletaqa Walker；麥可·葛雷耶斯（英语：Michael Greyeyes）飾，第3季）

美國原住民，黑帽保護區的領袖，一直以來都打算奪回屬於他的領地，為奧托家族的死對頭。
- 布雷克·薩諾（Blake Sarno；麥可·威廉·佛里曼飾，第3季）

農場傭兵團的士兵之一。
- 李·「瘋狗」（Lee "Crazy Dog"；賈斯汀·瑞恩（英语：Justin Rain）飾，第3季）

奎達卡的左右手。
- 庫伯（；麥特·拉斯基飾，第3季）

農場傭兵團的士兵之一。

#### 岡澤勒斯水壩
- 伊佛倫·莫羅拉斯（Efrain Morales；傑西·波利戈（英语：Jesse Borrego）飾，第3季）

一位當過傳教士的墨裔難民，先前在丹尼爾從火災中死裡逃生後救過他一命，隨後在丹尼爾的救命下成為水壩的一份子。
- 代理者約翰（Proctor John；雷·麥金農（英语：Ray McKinnon (actor)）飾，第3季）

一夥自稱「代理者」幫派的領袖，原是機車黨，隨著災情演變而將幫派擴大化，掌控交易中心。

#### 戴爾·達蒙德棒球場
- 科爾（；塞巴斯蒂安·索茲飾，第4季[29] ）

棒球場裡的居民兼搜資者，一向和史特蘭一起行動，是史特蘭的心儀對象。
- 薇薇安（Vivian；朗達·格里夫斯（英语：Rhoda Griffis）飾，第4季）

棒球場的女居民，小名「薇薇」（Viv），負責大門看守工作。
- 道格拉斯（Douglas；肯尼斯·韋恩·布拉德利飾，第4季）

棒球場的居民，薇薇安的丈夫，同樣負責看守工作。

#### 禿鷹幫
- 梅爾文（Melvin；凱文·席格斯飾，第4季[30] ）

一夥自稱「禿鷹幫」的幫派領袖，一向帶領人馬靠沿路拾荒、佔領他人資源為生，處心積慮打算霸佔棒球場，和麥蒂森成為死對頭。
- 查莉（；亞莉莎·妮桑森飾，第4季）

禿鷹幫收留的小女孩，人小機靈，對梅爾文非常忠誠，被他們當做滲透進棒球場的間諜。
- 恩尼斯（Ennis；埃文·甘博飾，第4季[31]）

禿鷹幫幹部，梅爾文的弟弟，開著一輛藍色艾卡米諾跑車，為人比哥哥梅爾文更加陰險。

#### 密西西比州
- 溫德爾（Wendell；戴瑞·米契（英语：Daryl Mitchell (actor)）飾，第4季）

生活在密西西比州的倖存者，雙腿殘疾而坐輪椅，但他的身手依然敏捷，報考海軍時因為殘疾而沒被接受，從此對幫助他人一向反感。
- 莎拉（；茉·科林斯（英语：Mo Collins）飾，第4季）

溫德爾的養妹，前美國海軍士兵，因為哥哥的遭遇而退伍，開始和他相依為命。
- 吉姆（；亞倫·史丹佛飾，第4季）

一位釀酒師，能釀出溫德爾和莎拉愛喝的啤酒，因此被他們倆接上一起行動。
- 瑪莎（；譚妮亞·平金斯（英语：Tonya Pinkins）飾，第4季）

一位精神錯亂的前英語教師，災情起初時目睹丈夫車禍身亡時沒人願意幫她，如今對「人幫助人」感到極為厭惡，開始追尋四處擺放的補給盒源頭。
- 克雷頓（Clayton；史蒂芬·亨德森（英语：Stephen Henderson (actor)）飾，第4季）

摩根一行人碰見的物資卡車主人，外號「北極熊」，他獨自發起四處擺放補給盒幫助倖存者的行動。

## 集數
| 季數 | 集数 | 集数 | 首播日期       | 首播日期       |
| 季數 | 集数 | 集数 | 首映           | 季终           |
| ---- | ---- | ---- | -------------- | -------------- |
| 1    | 6    | 6    | 2015年8月23日  | 2015年10月4日  |
| 2    | 15   | 15   | 2016年4月10日  | 2016年10月2日  |
| 3    | 16   | 16   | 2017年6月4日   | 2017年10月15日 |
| 4    | 16   | 16   | 2018年4月15日  | 2018年9月30日  |
| 5    | 16   | 16   | 2019年6月2日   | 2019年9月29日  |
| 6    | 16   | 16   | 2020年10月11日 | 2021年6月13日  |
| 7    | 16   | 16   | 2021年10月17日 | 2022年6月5日   |
| 8    | 12   | 12   | 2023年5月14日  | 待定           |

## 製作
2013年9月AMC宣布他們正在發展陰屍路衍伸劇，由羅伯特·柯克曼創造的全新角色。
主創羅伯特·柯克曼表示：「《顫慄陰屍路》將會帶大家來到更早以前那段更危險更可怕的日子，當時危險潛伏在每一個角落，當世界急速改變的時候，最有可能就是無知而使自己招致殺身之禍。我們將展示當瑞克還在沉睡的時候，人類世界的文明卻陷入崩潰狀態，做好準備吧！」

## 外部連結
- 官方网站
- 互联网电影数据库（IMDb）上《驚嚇陰屍路》的资料（英文）